# 1997年桃園縣縣長補選
1997年桃園縣縣長補選，為第十二屆桃園縣縣長劉邦友於1996年11月21日遭人槍殺身亡造成縣長一職出缺所進行之選舉，於1997年3月15日投票、開票。共有3位候選人投入這次選舉。最後由民主進步黨候選人呂秀蓮以十餘萬票差距擊敗中國國民黨候選人方力脩及新黨候選人賴來焜當選縣長，奠定民進黨在1997年桃園縣縣長選舉勝選之基礎。

## 候選人及競選過程
- 1號候選人賴來焜由新黨提名，時為桃園縣選區的立法委員。
- 2號候選人方來脩由中國國民黨提名，時為桃園縣中壢市市長。
- 3號候選人呂秀蓮由民主進步黨提名，其為第二屆桃園縣立法委員、美麗島事件政治受刑人，其兄呂傳勝曾於1981年角逐桃園縣長。

## 選舉結果[1]
- 選舉人數：1,011,580
- 投票率：58.77%
- 有效票：585,925

| 號次 | 候選人 | 政黨       | 得票數  | 得票率 | 結果 |
| ---- | ------ | ---------- | ------- | ------ | ---- |
| 1    | 賴來焜 | 新黨       | 45,526  | 7.77%  |      |
| 2    | 方力脩 | 中國國民黨 | 216,325 | 36.92% |      |
| 3    | 呂秀蓮 | 民主進步黨 | 324,074 | 55.31% |      |